# Pątnów (województwo łódzkie)
Pątnów – wieś w Polsce położona w województwie łódzkim, w powiecie wieluńskim, w gminie Pątnów. Miejscowość jest siedzibą gminy Pątnów.

## Historia
Miejscowość historycznie należy do ziemi wieluńskiej oraz pierwotnie związana była z Wielkopolską. Ma metrykę średniowieczną i istnieje co najmniej od XIV wieku. Wymieniona pierwszy raz w dokumencie zapisanym po łacinie w 1399, a później w 1412 pod nazwą "Panthnowo" .
Miejscowość była wsią królewską. Została odnotowana w historycznych dokumentach własnościowych, prawnych i podatkowych. W 1339 r. wójt wieluński Stanimir oddaje Bechonowi, mieszczaninowi wieluńskiemu, jatkę rzeźniczą w Wieluniu w zamian za młyn, sadzawkę oraz 2 ćwierci łana w Pątnowie. W 1412 w jednym z dokumentów sądowych wymieniono imiennie świadków Wojtka i Milzna, sołtysów z Pątnowa. W 1418 król polski Władysław II Jagiełło zezwolił arcybiskupowi założyć sadzawkę między Grębieniem, a wsią królewską Pątnowem. W 1454 Jan z Kalinowej odstąpił matce m.in. Pątnów .
W XVI w. miejscowa parafia obejmowała Pątnów i Bieniec. Wieś należała wówczas w części do grodu wieluńskiego, a w części do Mateusza Skrzyńskiego. W 1511 miejscowość leżała w powiecie wieluńskim i liczyła 7 łanów, a w 1518 – 6 łanów. W 1520 we wsi stanął kościół ś. Jana Ewangelisty, którego patronem był król polski Zygmunt I Stary. Pleban posiadał w miejscowości 3 łany i pobierał od 6 wolnych po 6 groszy dziesięciny. Z dwóch młynów natomiast po 3 grosze, a z trzeciego 2 grosze. Zagrodnicy, karczmarze i chałupnicy natomiast płacili stołowe. Kanonicy wieluńscy brali dziesięcinę z ról osiadłych, po 1 wiardunku oraz ćwierć żyta i owsa z łanu, a z ról opustoszałych odprowadzano dziesięcinę snopową. W 1527 dzierżawcą wsi była Elżbieta z Tarnowa, wojewodzina sandomierska. Według ksiąg poborowych z 1553 Pątnów był wsią kościelną i należał do grodu królewskiego w Wieluniu. Miał 11 osadników, 6 łanów. Dwóch sołtysów miało po jednym łanie. We wsi stały 3 młyny o nazwach: Witek, Pacharz, Roch. Część szlachecka Mateusza Skrzyńskiego miała 2 osadników oraz przynależący do tej własności młyn. W 1564 wieś leżała w starostwie wieluńskim. Mieszkało w niej 11 kmieci gospodarujących na 12,5 łana, którzy płacili czynsz po 24 grosze, 12 denarów, a resztę oddawali w naturze. Na pozostałych 3 łanach było czterech kmieci było wolnych. Z 2 łanów płacili po 12 groszy, a z trzeciego 18 groszy. Karczmarz dawał czynsz oraz za robotę 2 floreny. Jeden zagrodnik płacił 24 grosze, a drugi 12 groszy, a dwaj 2 kmiecie byli wolni. We wsi odnotowano także 5 stawków oraz 3 młyny .
Po rozbiorach Polski miejscowość znalazła się w zaborze rosyjskim. Jako kolonia, osiedle, probostwo oraz folwark leżące w powiecie wieluńskim, gmina Kamionka, parafia Pątnów odległe 9 wiorst od Wielunia wymienia ją XIX wieczny Słownik geograficzny Królestwa Polskiego. W kolonii stały 92 domy i wraz z kolonią Mątewna liczyły razem 673 mieszkańców. W osiedlu oraz probostwie stało 6 domów i mieszkało w nich 14 mieszkańców. W folwarku natomiast były 2 domy oraz 18 mieszkańców. We wsi odnotowano również parafialny kościół drewniany oraz ogólną szkołę początkową. W 1856 ze względu na małą wielkość przyłączono parafię pątnowską do parafii Dzietrzniki. Słownik odnotowuje również pokłady rudy żelaznej, które dawniej były eksploatowane.
Niewielki majątek (ok. 80 ha) przechodzi na pocz. XIX w. w ręce Niemców Kreczmerów. Były tu stawy, park założony w pocz. XX w.przez Kreczmerów (1,08 ha), gorzelnia i krochmalnia. Na krótko przed I wojną światową majątek kupuje Kobylański, były dzierżawca majątku w Bieńcu. W obrębie wsi wyróżnia się „Osadę Młyńską”, choć nie ma tu już dawno młyna oraz tzw. „Janówkę” – w nawiązaniu do istniejącego tu kiedyś majątku Janiny Szymańskiej.
W 1926 r. utworzono stację PKP Pątnów. W czerwcu i lipcu 1940 r. w ramach akcji Heim ins Reich Niemcy wysiedlili ludność polską z terenu gminy i sprowadzili tu Niemców z Wołynia. Rodzinie niemieckiej oddawano trzy polskie gospodarstwa. Zmieniono nazwę wsi na "Patenau" (sąsiedni Bieniec na Biennenzel, Dzietrzniki na Dietzfeld, Kadłub na Rumfeck). Po wojnie teren dawnego folwarku objęła Gminna Spółdzielnia i zdewastowała dawne założenie dworskie.
W latach 1975–1998 miejscowość położona była w województwie sieradzkim.

## Obecnie
Przez obrzeża wsi przebiega ruchliwa droga krajowa nr 43 łącząca Częstochowę z Wieluniem oraz wybudowana w 1926 roku linia kolejowa nr 181 relacji Herby Nowe – Wieluń Dąbrowa. W Pątnowie znajduje się stacja kolejowa, na której zatrzymują się pociągi osobowe.

## Zabytki
Obecny kościół zbudowano w latach 1917–1927 na miejscu drewnianego. Na belce tęczowej krucyfiks barokowy z XVIII w. Chrzcielnica z XVIII w. Na terenie wsi stoi kapliczka murowana z XVIII w., czworoboczna, kryta dachem namiotowym z rzeźbą Chrystusa Frasobliwego.